# Campoplex quadrimaculatus
Campoplex quadrimaculatus är en stekelart som beskrevs av Julius Theodor Christian Ratzeburg 1852. Campoplex quadrimaculatus ingår i släktet Campoplex och familjen brokparasitsteklar. Inga underarter finns listade.